# Monochroom

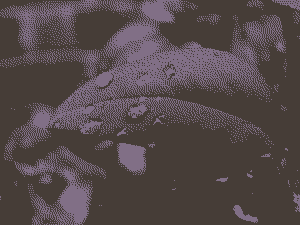
Voorbeeld van een monochrome (1 bit) afbeelding

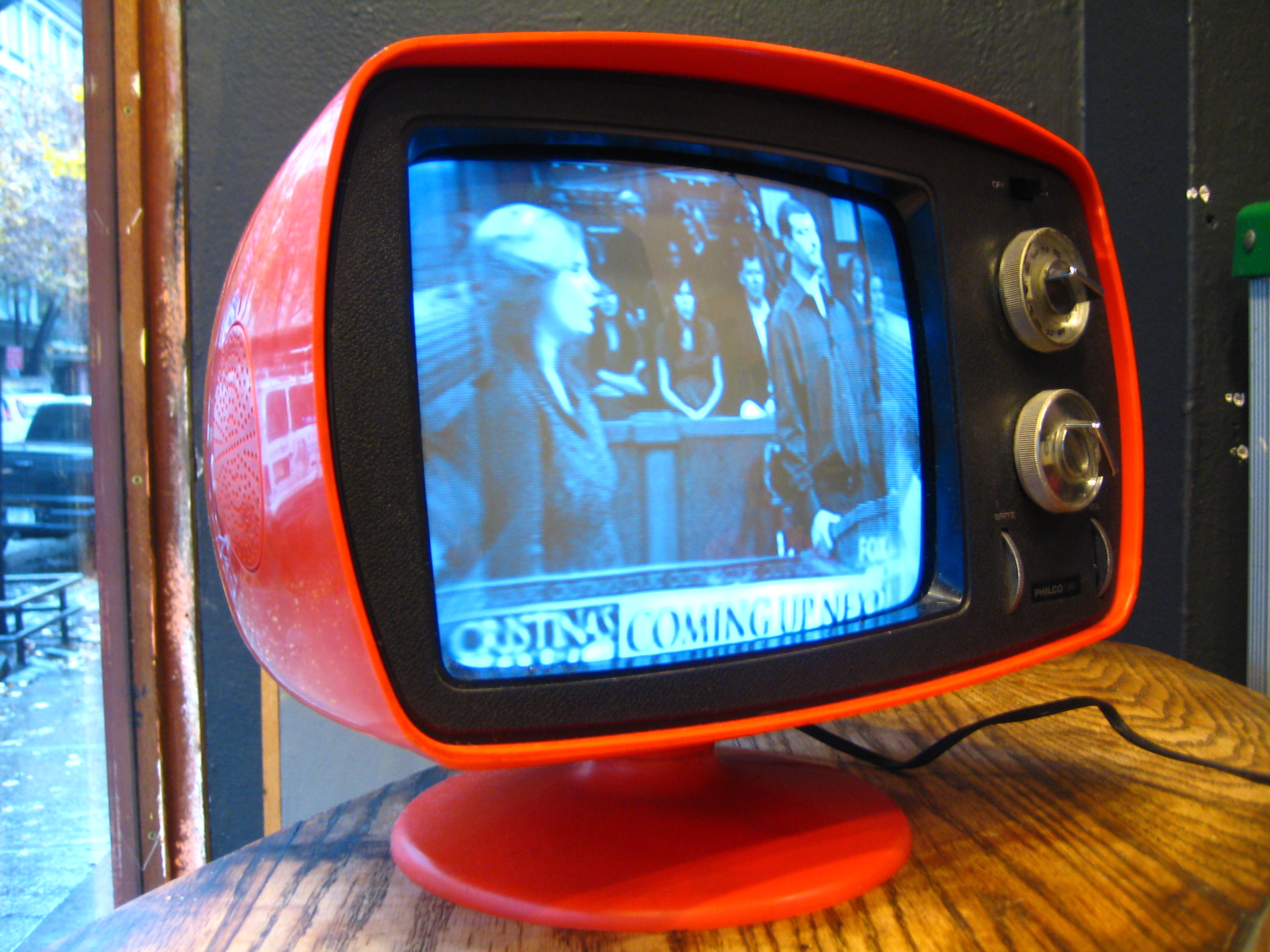
Zwart-wit-tv-beelden zijn in werkelijkheid in tinten blauw. Beter is de naam monochrome tv.

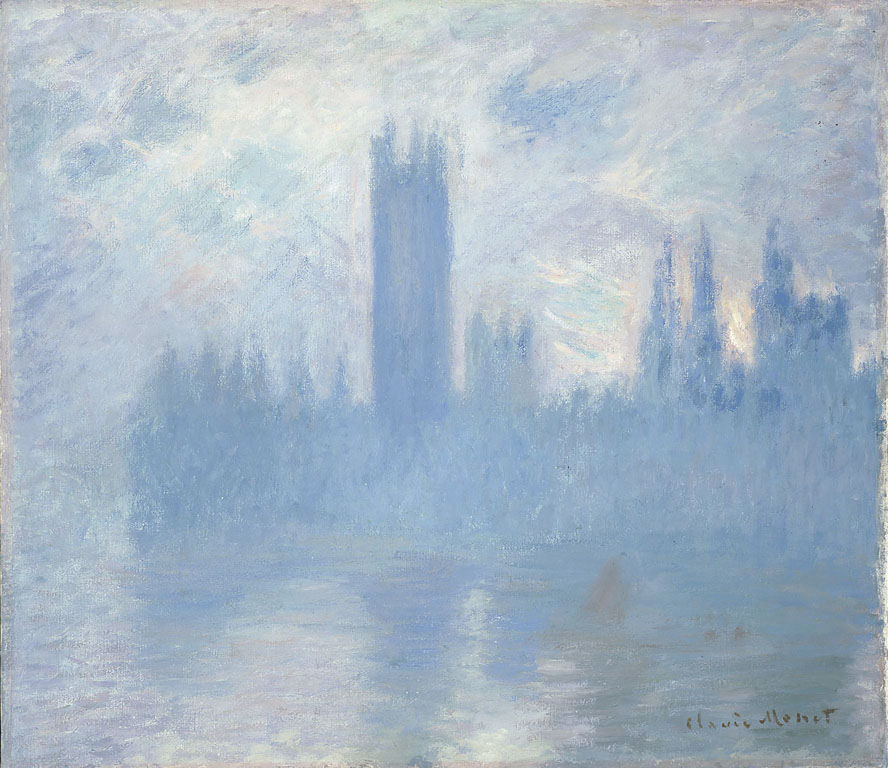
Claude Monet, 1900-1901: Houses of Parliament, London

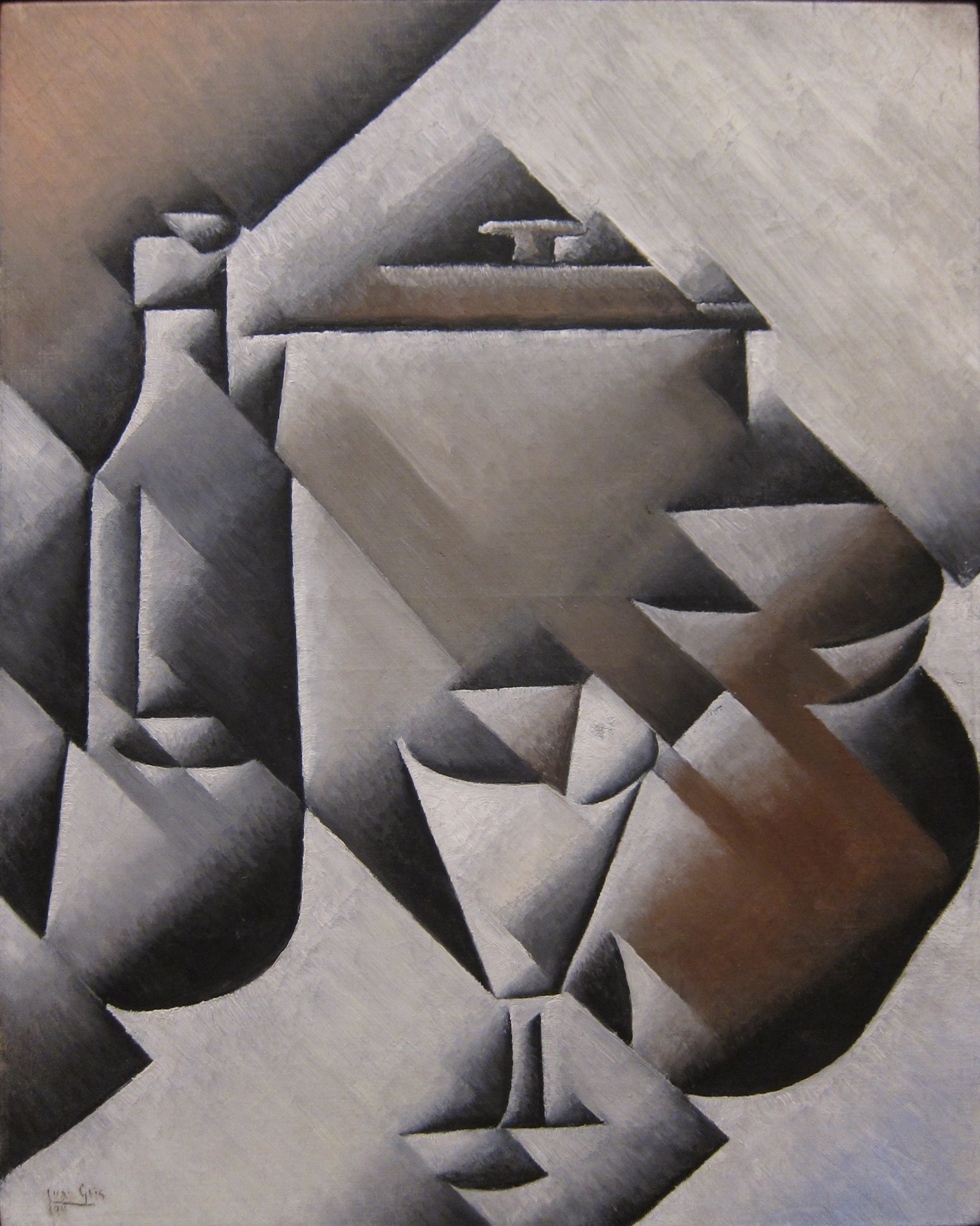
Juan Gris, 1911: Jar, Bottle and Glass

Monochromatisch licht of monochroom licht is licht van één enkele golflengte. Iets wat monochromatisch is, heeft één enkele (kleur)tint of -toon. In de natuurkunde wordt het woord gebruikt voor elektromagnetische straling van één bepaalde golflengte. Een monochrome monitor kan maar één tint afbeelden, meestal groen, wit of oranje. In de kunst is een monochroom werk een kunstwerk in vrijwel dezelfde tint.
Het woord monochroom is afgeleid van de Oudgriekse woorden μόνος, monos (één) en χρῶμα, chrōma (oppervlak, huidskleur).
Lasers en sommige fluorstofloze gasontladingslampen zenden licht uit van een specifieke golflengte die bij dat element in de ontladingsbuis behoort van slechts één tint. Als we dit licht door een spectroscoop zouden leiden, zouden we precies één streep zien op precies die tint die we met onze ogen waarnemen wanneer wij het licht direct aanschouwen.
Monochromatisch licht is gewoonlijk een vereiste bij het bepalen van de concentratie van een opgeloste stof met behulp van densitometrie. Uitzonderingen zijn alle gasontladingslampen die door middel van een fluorescentiepoeder het UV-C-licht "vertalen" naar zichtbaar licht. Dit licht wekt een ontlading op en afhankelijk van de chemische samenstelling van het poeder zijn verschillende kleuren te maken. Ook hoge- en lagedrukkwiklampen, hogedruknatriumlampen en HPIT-lampen (meerdere elementen in de ontladingsbuis) geven licht af van meerdere golflengten en dus van meerdere tinten. Als we het licht van dergelijke lichtbronnen door een spectroscoop zouden leiden, zouden we meerdere kleurenstreepjes zien, of enkele wazige gekleurde groepen.
Letters van een bepaalde kleur hebben op computerschermen vaak aan de randen anders gekleurde pixels om ze minder hoekig te laten lijken. Dit staat bekend als anti-aliasing.

## Monochrome kunstwerken
In de kunst wordt een werk als monochroom beschouwd als de tinten voor het menselijk oog dicht genoeg bij elkaar liggen. Zo'n werk hoeft dus niet monochroom te zijn in de fysische zin. Zo worden enkele van Claude Monets werken uit de serie House of Parliament als monochroom beschouwd, hoewel ze dat strikt genomen niet zijn. Hetzelfde geldt voor zijn Charing Cross en veel andere werken van deze schilder en vele anderen.
airy-schijf · amplitude · brekingsindex · brewsterhoek · dopplereffect · fase · foto-elektrisch effect · frequentie · fresnelvergelijkingen · fresnel-zoneplaat · getal van Abbe · golffront · golflengte · holografie · intensiteit · interferometer ·  laser · lasersnijden · lichtenergie · lichtgrootheden en -eenheden · lichtmeter · lichtsnelheid · lichtsterkte · lichtstroom · Mach-Zehnder-interferometer · Michelson-interferometer · ooggevoeligheid · optische vezel · polarimeter · polarisatie · poynting-vector · principe van Huygens-Fresnel · principe van Fermat · prisma · schlierenoptica · specifieke lichtstroom · stralingsdeler · tralie · transversale golf · verlichtingssterkte · wet van Bragg
infrarood · kleur · licht · monochromatisch licht · spectrum · ultraviolet · wit licht
absorptie · coherentie · diffractie · dispersie · interferentie · lichtbreking · reflectie · totale interne reflectie · transmissie
emissie · gestimuleerde emissie · fluorescentie · fosforescentie · luminantie · luminescentie
fluorescentiespectroscopie · spectraalanalyse · spectraallijn · Spectroscopie · UV/VIS-spectroscopie
halo · newtonring
David Brewster · Christian Doppler · Charles Fabry · Pierre de Fermat · Joseph von Fraunhofer · Dennis Gabor · Augustin Fresnel · Heinrich Hertz · Christiaan Huygens · Hendrik Lorentz · Albert Michelson · James Clerk Maxwell · Edward Morley · Isaac Newton · Alfred Pérot · Thomas Young